# Seiko Epson
Seiko Epson Corporation (japanska: セイコーエプソン株式会社, Seikō Epuson Kabushiki-gaisha), mest känt som bara Epson. Epson är en av världens största tillverkare av matrisskrivare, laserskrivare, bläckstråleskrivare och skrivbordsdatorer.  Grundat 1942 i Suwa, Nagano prefektur Japan, där man fortfarande har sitt huvudkontor.